# Южные ворота
«Южные ворота» — международный автовокзал в Москве с круглосуточными рейсами в направлении южных регионов России и стран СНГ и обратно. Расположен на 19-м километре МКАД между федеральными трассами М4 «Дон» и М5 «Урал», рядом с одноимённым торговым центром (территориально — нежилая часть района Братеево). С июня 2021 года находится в ведении ГУП «Московский метрополитен». Здание автовокзала было построено на средства частных инвесторов, официальное открытие состоялось 6 апреля 2015 года.

## История
Строительство автовокзала велось с июня 2013 года по ноябрь 2015-го за счёт инвестиционных средств. Главным инвестором строительства являлась группа компаний «Киевская площадь», принадлежащая российским предпринимателям азербайджанского происхождения Году Нисанову и Зараху Илиеву.
Открытие автовокзала состоялось 6 апреля 2015 года. Заявлено, что его строительство поспособствовало разрешению проблемы нелегальных перевозок: «До последнего времени в Москву из этих регионов и стран прибывали десятки нелегальных автобусов ежедневно. Не было никакого контроля ни за продажей билетов, ни за качеством и безопасностью перевозок. Открыв новый автовокзал, мы предлагаем разумную альтернативу транспортным компаниям. Они могут зарегистрировать свои маршруты и начать работать легально», — прокомментировал мэр Москвы Сергей Собянин.
К маю 2017 года все автовокзалы столицы, в числе которых и «Южные ворота», оснастили электронными табло с информацией о маршрутах и времени отправления автобусов.

## Описание
Автовокзал, представляющий собой высокое здание со стеклянными фасадами и общей площадью 1,7 тыс. м², работает круглосуточно и рассчитан на прибытие более 200 рейсов в день. Заявленная пропускная способность составляет 4000 пассажиров в сутки.
На территории автовокзала расположены два перрона высадки пассажиров, восемь перронов посадки, семь билетных касс, диспетчерская, зал ожидания на 160 посадочных мест и кафе. Пассажиры могут воспользоваться камерами хранения багажа, торговыми автоматами, банкоматами и бесплатным интернетом. Для безопасности автовокзал оборудован металлодетекторами, лентами для сканирования багажа, на территории ведётся видеонаблюдение. «Южные ворота» стал первым автовокзалом, где появилась комната для матери и ребёнка. Также вокзал оснащён пандусами и лифтами для маломобильных пассажиров. Для перевозчиков здесь существуют такие услуги, как техосмотр, мойка автобусов, стоянка, гостиница, медосмотр для водителей.
Продажа билетов на автобусные маршруты осуществляется в кассах автовокзала и в кассах других автостанций Москвы, по телефону, на официальном сайте автовокзала, на сайте «Мосгортранса», через терминалы «Элекснет».

## Автобусные маршруты
Автовокзал обеспечивает автобусное сообщение между южными регионами России и странами СНГ. Он обеспечивает пассажирское сообщение между Москвой и такими населёнными пунктами, как Балаково, Волжский, Волгоград, Волгодонск (через Семикаракорск, Цимлянск), Краснодар-Геленджик, Кишинёв (Молдавия), Пенза, Ростов-на-Дону (через Таганрог), Саратов, Северодонецк, Сороки (Молдавия), Ставрополь, Харьков, Элиста, Ялта. В апреле 2017 года с автовокзала открылось движение первого официального автобусного рейса в Ереван.
В связи с закрытием на реконструкцию в 2017 году Центрального (Щёлковского) автовокзала часть рейсов осуществлялось с автовокзала «Южные ворота».

## Как добраться
Доехать до автовокзала можно на бесплатных маршрутных такси от восьми станций метро (время окончания движения указано на сайте автовокзала — 17:00-17:30 в зависимости от станции метро):
- метро «Марьино» (выход на Люблинской улице, интервал 15 мин.);
- метро «Домодедовская» (от галереи «Водолей», интервал 15—20 мин.);
- метро «Красногвардейская» (Ореховый бульвар, д. 47/33, интервал 15—20 мин.);
- метро «Выхино» (выход на улице Хлобыстова, интервал 15—30 мин.);
- метро «Алма-Атинская» (Братеевская улица, д. 16/1, интервал 20—30 мин.);
- метро «Братиславская» (от ТЦ «Братиславский», интервал 20—30 мин.);
- метро «Царицыно» (выход на Севанской и Товарищеской улицах, интервал 20—30 мин.).
- метро «Котельники» (Новорязанское шоссе, интервал 20—30 мин.).

Наземный общественный транспорт:
| м78:  | Орехово • Домодедовская • Красногвардейская • Юго-Восточная • Выхино |
| 708:  | Южные ворота • Алма-Атинская • Марьино • Люблино                     |
| с795: | Капотня • Домодедовская                                              |

«→» — остановки проходятся только при движении в прямом направлении; «←» — остановки проходятся только при движении в обратном направлении.

## Галерея
| - Перроны автовокзала, 2017 год - Зал ожидания, 2017 год - Кассы автовокзала, 2017 год - Зона досмотра багажа и пассажиров, 2017 год |